# Moustapha Agnidé
Idrissou Moustapha Agnidé (ur. 1 stycznia 1981 w Ifangni) – beniński piłkarz grający na pozycji obrońcy.

## Kariera klubowa
Karierę piłkarską Agnidé rozpoczął w klubie Mogas 90 FC. W 2001 roku zadebiutował w jego barwach w pierwszej lidze benińskiej. W 2003 roku zdobył Puchar Beninu, a następnie odszedł do francuskiego FC Lorient. Tam przez rok grał w amatorskich rezerwach w piątej lidze Francji. W 2004 roku został piłkarzem czwartoligowego Vannes OC, a po roku gry w tym klubie przeszedł do AS Vitré. W 2008 roku ponownie zmienił klub i trafił do Quimper Cornouaille FC.

## Kariera reprezentacyjna
W reprezentacji Beninu Agnidé zadebiutował w 2002 roku. W 2004 roku został powołany do kadry na Puchar Narodów Afryki 2004. Tam rozegrał jedno spotkanie, z Nigerią (1:2).